# Оджебио
Оджѐбио (на италиански: Oggebbio, на местен диалект: Ugebi, Уджеби) е село и община в Северна Италия, провинция Вербано-Кузио-Осола, регион Пиемонт. Разположено е на 265 m надморска височина, на западния бряг на езеро Лаго Маджоре. Населението на общината е 872 души (към 2011 г.).